# Tribunal de la Rota Romana

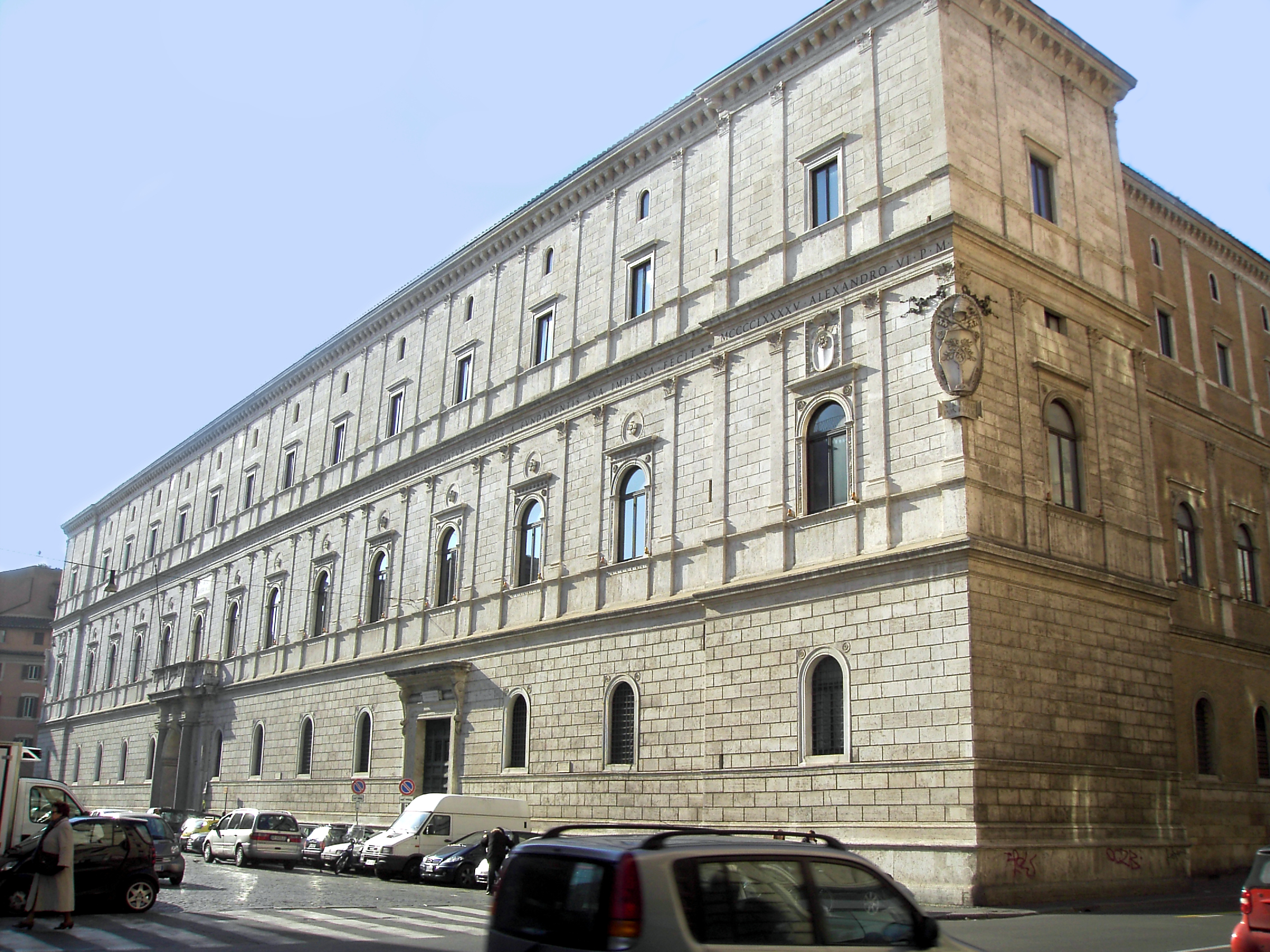
Palau de la Cancelleria a Roma, seu del tribunal

El Tribunal de la Rota Romana (en llatí: Tribunal Apostolicum Rota Romanae) és el tribunal d'apel·lació de la Santa Seu, el tribunal eclesiàstic més alt de l'Església catòlica després del Tribunal Suprem de la Congregació per la Doctrina de la Fe i el Tribunal Suprem de la Signatura Apostòlica. Hi ha a més a la Santa Seu el Tribunal de la Penitenciaria Apostòlica que, encara que es diu tribunal, ja que tracta causes de fur intern, la seva estructura i funcionament guarden poca relació amb els d'altres tribunals.
Es creu que el nom de la «Rota» deriva del fet que en aquest tribunal els jutges roten en l'exercici de les seves funcions de manera que en apel·lació és el mateix tribunal el que estudia la causa però amb diferents jutges, ja que canvien segons un torn que estableix el jutge degà.

## Activitat

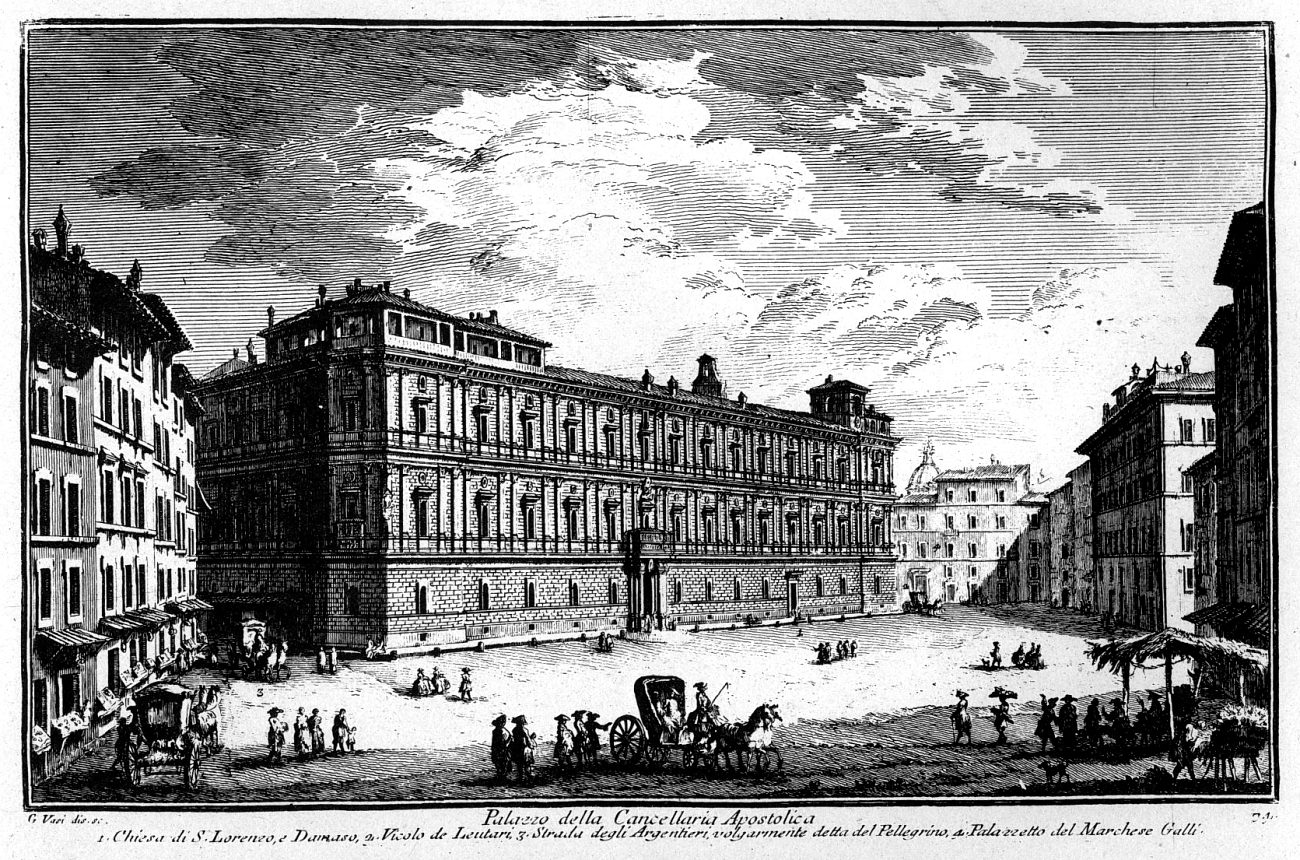
Palau de la Cancelleria a Roma, seu del tribunal (gravat del s. XVIII)

El Tribunal de la Rota està format per prelats auditors (o jutges), que són nomenats pel papa; d'entre ells, el degà presideix el tribunal. Tanmateix per a cada causa es constitueix un col·legi, anomenat torn, que consta de tres jutges; d'ells, un és president, instructor i ponent en la causa. Per a cada causa que arriba al tribunal es constitueix un torn de mode rotatori.

## Història
La seva primera regulació data del 1331, en el pontificat de Joan XXII. El nombre de capellans auditors va ser fixat en dotze per Sixt V en 1472, mentre que Benet XIV va definir la seva competència en la constitució apostòlica Iustitiæ et pacis el 1747. Gregori XVI el va reformar el 1834 i Pius X va rellançar el tribunal a partir de 1908, després d'un període de pràctica inactivitat després de la presa de Roma per les tropes de Víctor Manuel II i la consegüent unificació d'Itàlia en 1870. Es van elaborar els reglaments S. R. Rota et Signaturæ Apostolicae (1908, reglament comú amb el Tribunal Suprem de la Signatura Apostòlica) i Regulæ servandæ apud S. R. Rotæ Tribunal (1910).
La regulació vigent és obra de Joan Pau II (1994), es va publicar a acta «Apostolicae Sedis» núm. 86. Un any més tard el mateix Pontífex es va manifestar sobre el caràcter de l'aprovació d'aquest nou reglament, i disposa que tal acte havia d'entendre's com aprovació de llei particular donada de manera específica, fins i tot en derogació de la llei universal. Així apareix en el Rescriptum ex Audientiae Sanctissimi de 23 de febrer de 1995.

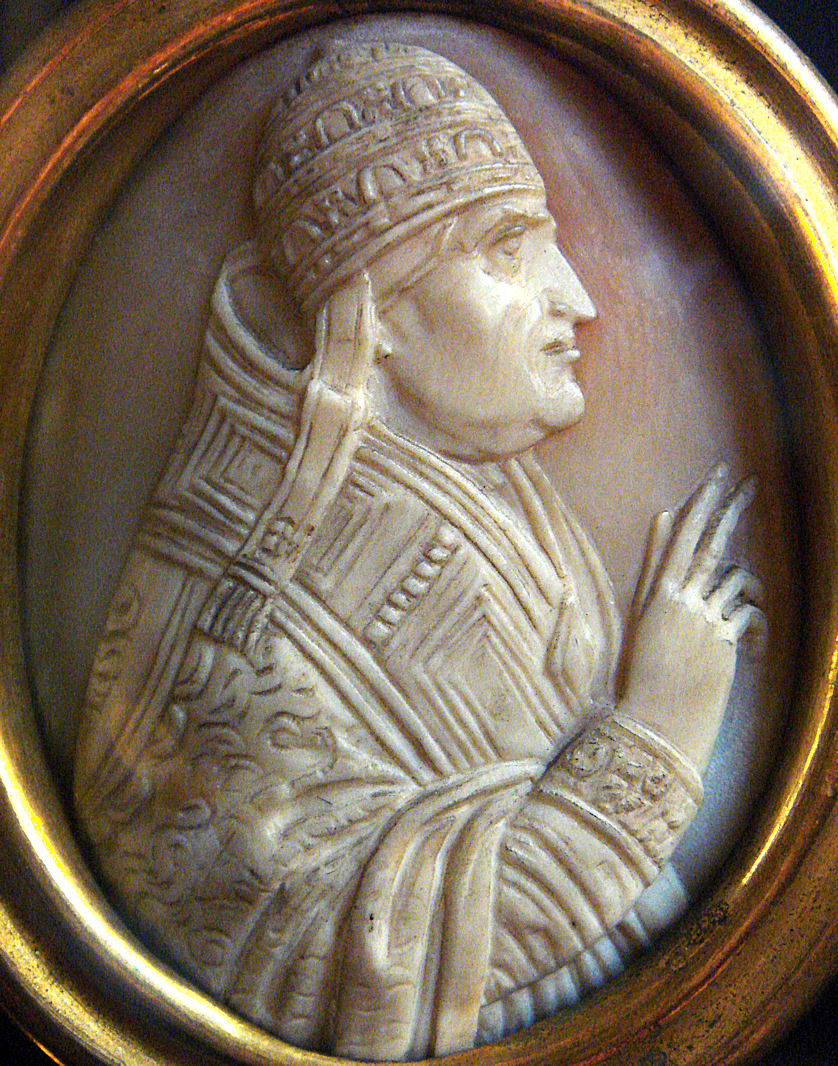
Joan XXII
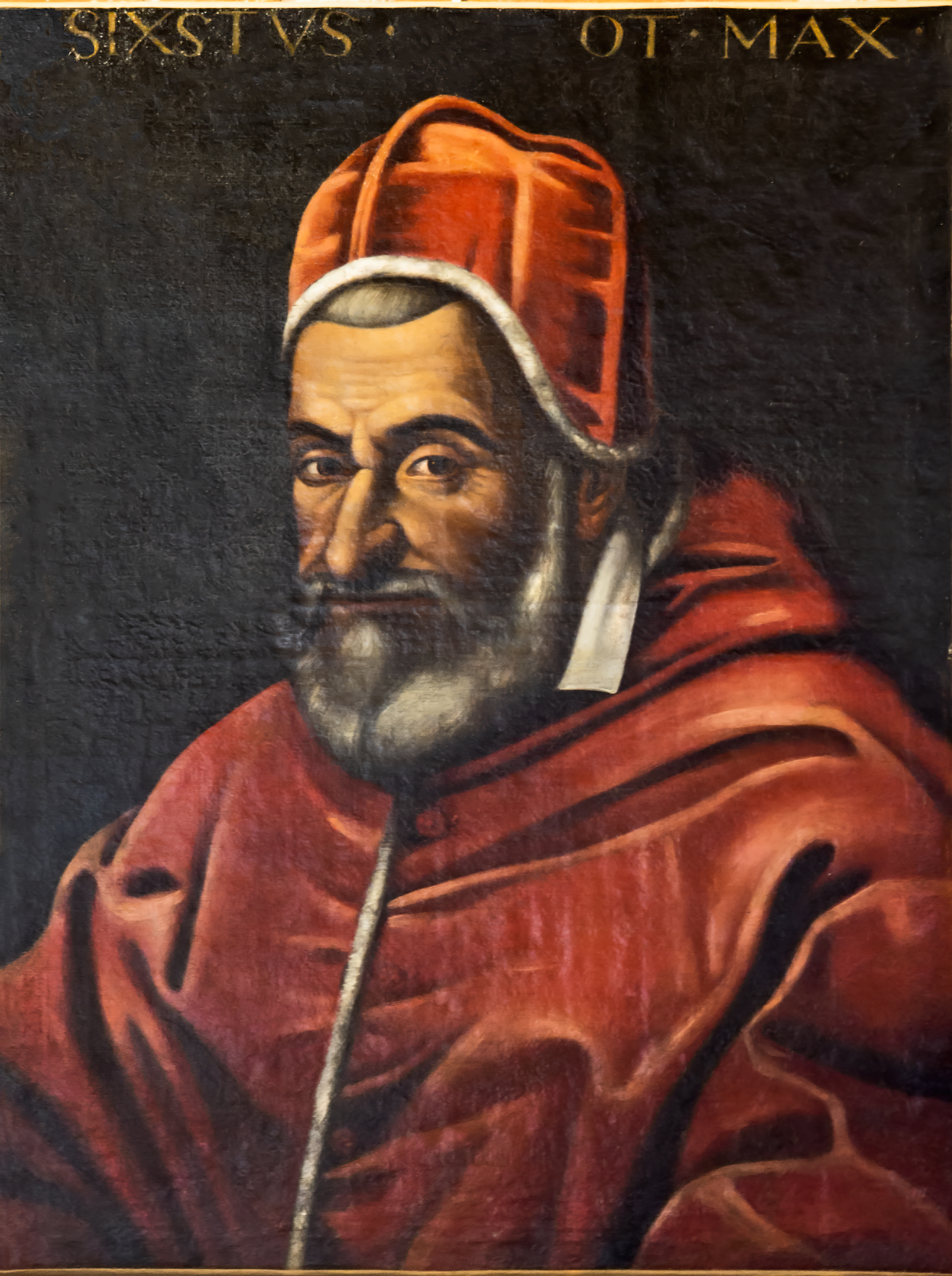
Sixt V
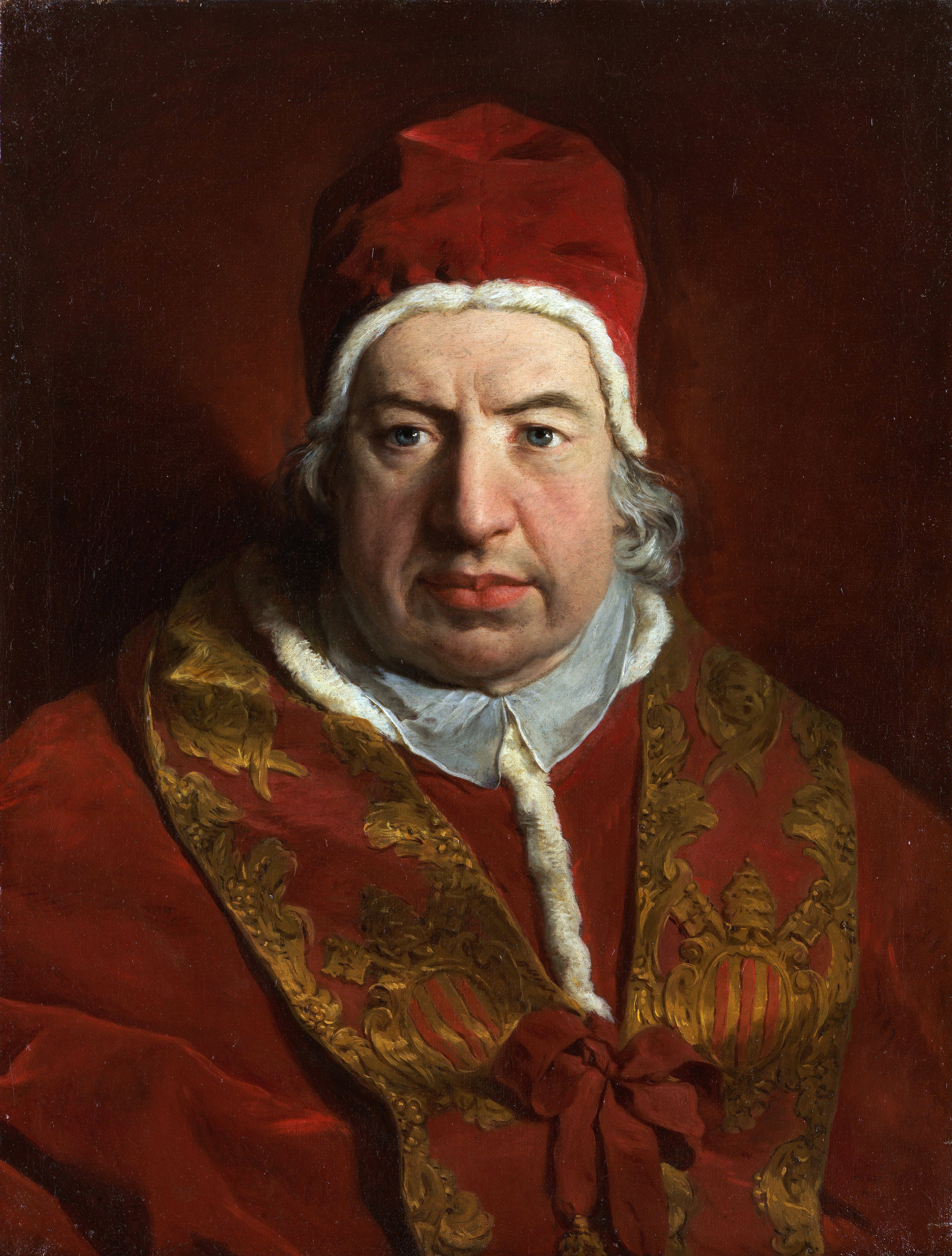
Benet XIV
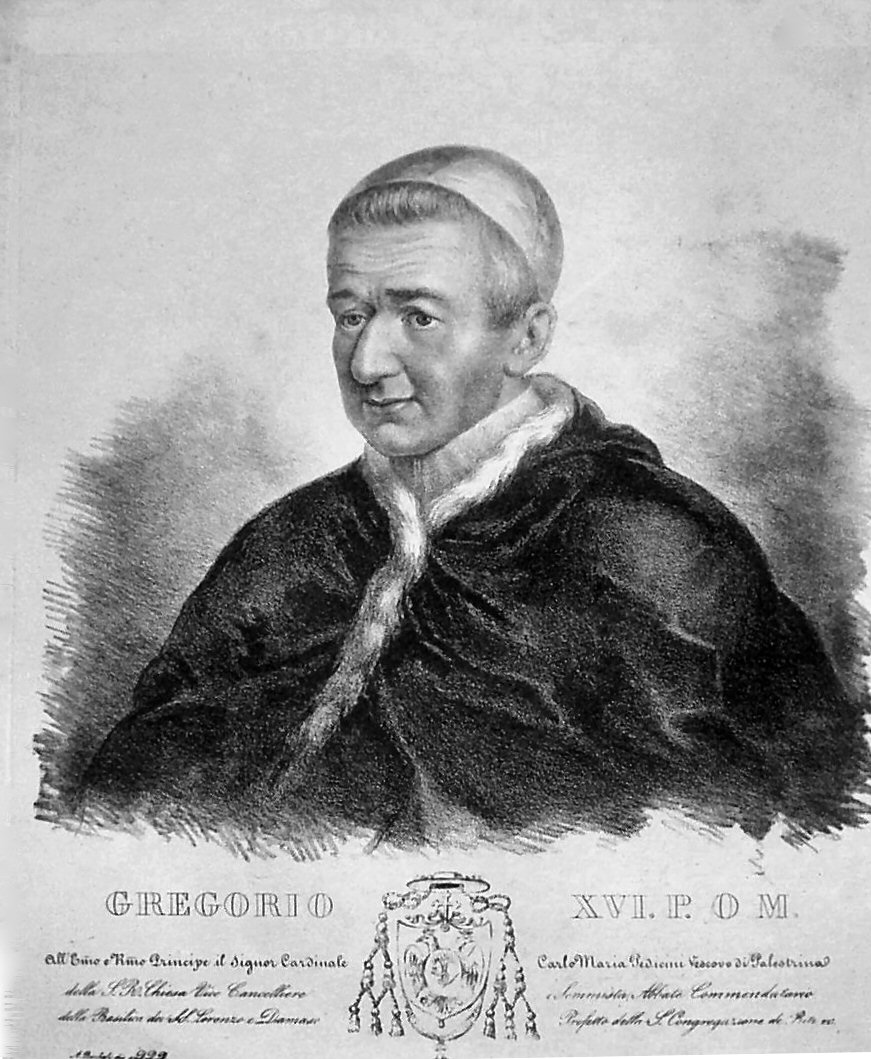
Gregori XVI
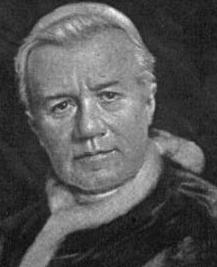
Pius X
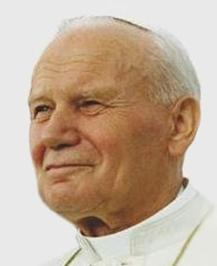
Joan Pau II